# Асинхронное определение модуля
Асинхронное определение модуля (англ. asynchronous module definition, AMD) — это подход к разработке программ, при котором модули и их зависимости могут быть загружены асинхронно. Асинхронная загрузка модулей позволяет улучшить скорость загрузки веб-страницы в целом, так как модули загружаются одновременно с остальным контентом сайта.
Кроме того, AMD может быть использован во время разработки для разделения JavaScript-кода по разным файлам.
Для промышленной эксплуатации (т. н. production build) JavaScript-файлы рекомендуется объединить и сжать в один минифицированный файл (js-bundle).

### Java
Похожие механизмы имеются и в языке программирования Java, где для определения модулей используются ключевые слова "import", "package" и "Class".